# Topologie numérique
 (janvier 2015).
Si vous disposez d'ouvrages ou d'articles de référence ou si vous connaissez des sites web de qualité traitant du thème abordé ici, merci de compléter l'article en donnant les références utiles à sa vérifiabilité et en les liant à la section « Notes et références ».
La topologie numérique est l'étude des propriétés et attributs topologiques (e.g. connectivité, frontières) des images à 2 ou 3 dimensions (dites respectivement 2D et 3D).
La topologie numérique est principalement utilisée dans le cadre d'algorithmes bas niveau d'analyse des images telles que les algorithmes de squelettisation, de détection de contours ou de régions, d’étiquetage en composantes connexes (en) et de tous les algorithmes de morphologie mathématique.

## Historique
Les études sur la topologie numérique ont débuté à la fin des années 1960 sous l'impulsion d'Azriel Rosenfeld (1931-2004) dont les publications ont joué un rôle majeur dans le développement et la reconnaissance du domaine ; le terme digital topology apparait pour la première fois dans une publication de décembre 1972.
Des travaux connexes ont été présentés sous le nom de « grid cell topology (en) » par Pavel Aleksandrov et Heinz Hopf dans leur traité Topologie  de 1935 : ils sont considérés comme un lien entre la topologie combinatoire classique et la topologie numérique.
Rosenfeld et al. ont proposé une notion de connectivité digitale, comme la 4-connectivité et 8-connectivité pour les images en 2D, ainsi que 6-connectivité et 26-connectivité pour les images en 3D. Une méthode d’étiquetage en composantes connexes pour les images en 2D a été décrite en 1966 (le domaine est toujours très actif). En 1982, T. Pavlidis a proposé l'utilisation d'algorithmes de la théorie des graphes tel que les algorithmes de parcours en profondeur.

## Application
Une application en topologie numérique est la suivante : on peut définir des ouverts (et donc une topologie) sur les nombres naturels ou un sous ensemble.  La définition suivante aide dans des algorithmes de compression : {\displaystyle P(n)=\{n\}} si n est impair et {\displaystyle P(n)=\{n-1,n,n+1\}} si n est pair. On définit les ouverts de la topologie comme le vide ou des intersections de {\displaystyle P(n)}.
Cette définition a du sens quand {\displaystyle n} est un pixel de l'écran.